# Інфляційний Всесвіт
Інфляційний Всесвіт (англ. The Inflationary Universe) — науково-популярна книга фізика-теоретика Алана Гута, вперше опублікована в 1997 році. Книга описує теорію інфляції, — прискорене розширення Всесвіту невдовзі після Великого вибуху, — вперше запропоноване самим автором у 1979 році.
В анотації книга названа «пристрасною історією про спроби одного провідного науковця зазирнути за космічну завісу та пояснити, як виник Всесвіт».

## Відгуки
Критики загалом оцінили книгу позитивно, відзначивши обмеження використання складної математики за рахунок використання пояснень за допомогою діаграм і аналогій. Маркус Чоун з New Scientist критикував книгу за те, як сильно автор «жбурляє технічними термінами […], що робить книгу важкою для тих, хто не знайомий з базовим фізичним лексиконом». Тим не менш, він хвалив книгу та рекомендував її за наукову значущість, вважаючи зміст книги «можливо, найзначнішою новою розробкою в космології за пів століття», якщо модель виявиться вірною. Книгу також високо оцінили New York Times Book Review, San Francisco Examiner, Science і Washington Post Book World.
У квітні 2015 року фізик і нобелівський лауреат Стівен Вайнберг включив «Інфляційний Всесвіт» у персональний список «13 найкращих наукових книг для широкого читача».